# Font
Font är ett engelskt lånord som på svenska avser en teckensnittsfil i en dator, medan det på engelska även kan betyda typsnitt. Ordet kom in i svenskan med datorer och fotosättning. I svenska tryckerikretsar försökte man ett tag introducera ordet "teckensats" istället, men det lyckades inte. I svenska språket råder idag förvirring vid tolkningen av hithörande termer, och ofta används termerna felaktigt[källa behövs].
Ordet snitt är ett arv från Gutenbergs tid, då man skar ut bokstävernas form i träblock. Snittet gjordes då så att man fick samlingar av upprättstående tecken (antikva), lutande tecken (kursiv), fet och så vidare. Stil är en annan term, som ger en mer allmän beskrivning av utseendet, t.ex. skrivstil, tryckstil, handstil, frakturstil, runor etc. Den konstnärliga utformningen av tecknen, kalligrafi ger familjer av likartade tecken, som innehåller varianter med olika snitt. Stilarna Helvetica med de närliggande Arial, Univers och flera andra, är exempel på grotesker.
Om man utsmyckar tecknen här och där med hårstreck, s.k. serifer får man den klassiska stilen Times (som skapades av den brittiska tidningen The Times), Garamond, Bodoni och många andra. Sammanlagt finns många hundra olika stilar att välja mellan.
På svenska betyder font en uppsättning tecken i ett typsnitt som har samma snittvariant, till exempel kursiv, och samma storlek (grad), till exempel 8 punkter, medan ordet "typsnitt" avser samtliga snittvarianter och storlekar. Idag använder man ofta ordet "teckensnitt" i stället för "typsnitt" (bland annat hos operativsystemet Microsoft Windows), eftersom det nuförtiden oftast handlar om tecken (datoriserade) inte bly(typer).
Teckensamlingar som innehåller varianter av i grunden samma stil bildar en fontfamilj. Exempel på en sådan familj är Futura och Futura Book.